# Filozófusokról szóló filmek listája
Az alábbi olyan filmek listája, amelyek története, témája filozófusokról, a filozófiával foglalkozó tudósokról szól vagy a filozófusokra való hivatkozást tartalmaz illetve témájukban valamilyen filozófiai kérdést tárgyalnak.
Több feldolgozás született nyilván rendkívül érdekes személyisége, kulcsszerepe és tragikus sorsa miatt Szókratész ókori görög filozófus életéről:
- Processo e morte di Socrate (’Szókratész tárgyalása és halála’, olasz film, 95 perc, 1939, rendezte: Corrado D'Errico) Szókratész (Ermete Zacconi).
- Szókratész (Socrates; Socrate; olasz tévéfilm, 1971, rendezte: Roberto Rossellini, 100 perc) Szókratész – Jean Sylvère
- Beszélgetések Szókratésszal (magyar film, 94 perc, 1978, rendezte: Mihályfi Imre Edvard Radzinszkij azonos című színművéből) Szókratész Kállai Ferenc

Alakját megidézik a Sofies verden (’Sofie világa’) című 1999-es norvég-svéd filmdrámában (Hans Alfredson), és Szilvay professzor a Liliomfi című vígjátékban így hivatkozik rá: „Socrat méregpohara óta nem volt ilyen gyalázata az emberiségnek!”
Az 1970-es évek elején Roberto Rossellini olasz filmrendező több híres filozófus életét filmesítette meg.
A valaha valóban élt filozófusokról közül Pierre Abélard francia skolasztikus filozófus, és tanítványa, Héloïse d’Argenteuil történetét feldolgozó életrajzi film a legtöbb. Ennek oka talán romantikus és tragikus szerelmük története.
- Héloïse et Abélard (francia romantikus tévéfilm, 1973, rendezte: Jacques Trébouta) Abélard (Pierre Vaneck)
- Lopott mennyország (Stealing Heaven, angol játékfilm, 110 perc, 1988, rendezte: Clive Donner) Abélard (Derek De Lint)
- Heloise (amerikai rövidfilm, 2010, rendezte: Fred Raimondi, 30 perc) Peter Abelard (Demetrio James)

Bár általában fizikusokként tartják számon, de jelentős a filozófiai munkássága Galileinek és Stephen Hawkingnak is.
Számos kevéssé tárgyilagos film készült Keleten és Nyugaton Karl Marx és Friedrich Engels életéről és munkásságáról pro és contra. De ezek a kelet-európai rendszerváltozásokkal szinte teljesen elveszítették minden propaganda aktualitásukat és érdekességüket.
Lenin filozófiai munkásságát általában és hagyományosan figyelmen kívül szokás hagyni.

## Filozófusok életrajzi filmjei
Valódi, élő vagy valaha élt filozófusok életét feldolgozó filmek:
A filmrendezők közül Roberto Rossellini készített tudósokról több életrajzi filmet az 1970-es évek elején.
- Processo e morte di Socrate (’Szókratész tárgyalása és halála’, olasz film, 95 perc, 1939, rendezte: Corrado D'Errico) Szókratész (Ermete Zacconi).
- Szókratész (Socrates, olasz-spanyol-francia életrajzi tévéfilm, 135 perc, 1971, rendezte: Roberto Rossellini) – Szókratész élete Jean Sylvere alakításában.
- Szent Ágoston (Agostino d'Ippona; Augustine of Hippo, olasz életrajzi tévéfilm, 121 perc, 1972, rendezte: Roberto Rossellini) Szent Ágoston (Dary Berkani) életéről.
- Blaise Pascal (olasz-francia életrajzi tévéfilm, 135 perc, 1972, rendezte: Roberto Rossellini) – Blaise Pascal megformálója Pierre Arditi.
- Giordano Bruno (Giordano Bruno, olasz-francia életrajzi film, 123 perc, 1973, rendezte: Giuliano Montaldo) – A Giordano Bruno életét feldolgozó filmben a címszerepet Gian Maria Volonté alakította.
- Cartesius (olasz-francia életrajzi tévéfilm, 150 perc, 1973, rendezte: Roberto Rossellini) René Descartes (Ugo Cardea) francia filozófus, matematikus életéről szóló tévéfilm.
- Shankara, a filozófus (Adi Shankaracharya, 130 perc, 1983, rendezte: G. V. Iyer) Adi Shankaracharya indiai filozófus élete Sarvadaman D. Banerjee alakításában. (Az 1927-es Shankaracharya??)
- Wittgenstein (1993) – Ludwig Wittgenstein élete, Derek Jarman rendezésében.
- Jenny Marx – az ördög felesége (Jenny Marx, la femme du diable, 1993, rendezte: Michel Wyn) Karl Marx (Carlo Brandt) életének némileg megkésett, propagandisztikus tálalása felesége, Jenny von Westphalen személyiségén keresztül.
- Destiny (Al-massir, francia-egyiptomi történelmi, életrajzi vígjáték, 135 perc, 1997, rendezte: Youssef Chahine és Khairiya A-Mansour) – Averroës (Nour El-Sherif) élete.
- Egy filozófusnő szerelmei (The Passion of Ayn Rand, amerikai filmdráma, 100 perc, 1999, rendezte: Christopher Menaul) Ayn Rand (Helen Mirren) amerikai írónő, filozófus életéről. A film szerint legfontosabb célja, hogy bebizonyítsa, képes az önálló életre.
- Agora (Agora, 16 év, spanyol-máltai történelmi dráma, 126 perc, 2009, rendezte: Alejandro Amenábar) – Hüpatia (Rachel Weisz), Alexandriában élő ógörög filozófus, matematikus élete.
- Konfuciusz (Confucius; Kong Zi, kínai életrajzi dráma, 125 perc, 2010, rendezte: Mei Hu) – Konfuciusz élete, akit Chow Yun-Fat alakít .
- Hannah Arendt (német-luxemburgi-francia filmdráma, 113 perc, 2012, rendezte: Margarethe von Trotta) – Hannah Arendt élete, akit Barbara Sukowa alakít.
- A fiatal Marx Károly (Le Jeune Karl Marx, belga-német-francia életrajzi dráma, történelmi film, 112 perc, 2017, rendezte: Raoul Peck) – Karl Marx (August Diehl) élete, találkozása és közös munkájuk Friedrich Engelsszel.

## Dokumentumfilmek filozófusokról
Dokumentumfilmek kortárs és valaha élt filozófusokról:
- Derrida (2002) – Dokumentumfilm Jacques Derridáról.
- Zizek! (2005) – A film Slavoj Žižek előadó körútját követi.
- The Pervert's Guide to Cinema (2006) – Slavoj Žižek több ismert művének kritikája.
- Examined Life (2008) – Számos kortárs filozófust követ nyomon, amint gondolataikat a gyakorlatban próbálják alkalmazni.
- Marx (1. rész A modern világ nagyjai című három részes brit ismeretterjesztő sorozatban, 2016)
- Badiou (2018) – Dokumentumfilm a híres francia filozófus, Alain Badiou életéről.

## Filmek, amelyekben a főszereplők között filozófusok vannak
Filmek, amelyekben filozófusok a főszereplők, de a történetnek nincs egyéb filozófiai vonatkozása:
- Late Marriage (’Késői házasság’, izraeli film, 2001, rendezte: Dover Kosashvili) – Zaza (Lior Ashkenazi) a 31 éves grúz-izraeli doktorandusz hallgató a Tel Avivi Egyetemen vallásfilozófiát tanul. Családja akarata ellenére feleséget keres számára a grúz közösségben.
- David Gale élete (The Life of David Gale, brit–német–amerikai filmdráma, 130 perc, 2003, rendezte: Alan Parker) – A filozófia tanszék professzorát (Kevin Spacey) halálra itélik egy ismerőse meggyilkolásáért. Az eset nagy feltűnést kelt, mivel a professzor a halálbüntetés eltörléséért kűzdő régi és közismert aktivista.
- Abszurd alak (Irrational Man, 16 év, amerikai vígjáték, 96 perc, 2015, rendezte: Woody Allen) Abe Lucas filozófia professzor (Joaquin Phoenix) egzisztenciális válságba kerül, de végül felfedez egy új életcélt.
- Az eljövendő napok (L'Avenir, 16 év, francia-német filmdráma, 102 perc, 2016, Mia Hansen-Love) – Nathalie Chazeaux (Isabelle Huppert) középkorú filozófiaprofesszor élete különválások sorozatán megy keresztül.

## Filmek, amelyekben a mellékszereplők között filozófusok vannak
Filmek, amelyekben filozófusok mellékszerepekben tűnnek fel:
- Liliomfi (magyar romantikus vígjáték, 109 perc, 1955, rendezte: Makk Károly Szigligeti Ede színművéből) Szilvay professzor – Balázs Samu. A Liliomfiból több film is született (1915-ben némafilm, 1968-ban nyugatnémet tévéfilm) és ezekben mind szerepelt Liliomfi nagybátyja, Szilvay professzor.
- A Római Birodalom bukása (The Fall of the Roman Empire, 1964) A történet elején megjelenik Marcus Aurelius (Alec Guinness) római császár és sztoikus filozófus alakja is.
- A Varázshegy (Der Zauberberg, osztrák-nyugatnémet-francia-olasz dráma, 153 perc, 1982, rendezte: Hans W. Geissendörfer) Naphtát (Charles Aznavour) Thomas Mann saját bevallása szerint – ha nem is teljesen tudatosan, de Lukács György magyar filozófusról mintázta.
- Bill és Ted zseniális kalandja (Bill & Ted's Excellent Adventure, amerikai vígjáték, 1989) az összeszedett történelmi alakok egyike Szókratész.
- Gladiátor (Gladiator, amerikai történelmi film, 155 perc, 2000, rendezte: Ridley Scott) – Maximus római tábornokot elárulják, amikor Commodus, Marcus Aurelius császár (Richard Harris) ambiciózus fia meggyilkolja apját és elfoglalja a trónt.
- Nagy Sándor, a hódító (Alexander, francia-amerikai-angol-német-holland történelmi filmdráma, 168 perc, 2004, rendezte: Oliver Stone) – A Nagy Sándor életéről szóló filmben ifjúkori nevelőjét, Arisztotelészt Christopher Plummer alakította.
- When Nietzsche Wept (’Amikor Nietzsche sírt’, amerikai filmdráma, 105 perc, 2007, rendezte: Pinchas Perry) Josef Breuer (Ben Cross) bécsi orvos találkozik Friedrich Nietzsche (Armand Assante) német filozófussal, hogy segítsen feloldani kétségbeesését. Zarathustra szerepében (Andreas Beckett).
- Oxfordi gyilkosok (The Oxford Murders, 2008) – Egy diák (Elijah Wood) az Oxfordban történt rejtélyes gyilkosságokkal kapcsolatban nyomoz egy matematikai filozófus (John Hurt) segítségével, és felfedezik, hogy a gyilkos matematikai mintákat követ.

## A filozófiai vonatkozású filmek
Olyan filmek, amelyekben a filozófiai kérdések körül forog a központi cselekmény. A sci-fik szinte mindegyike tartalmaz valamilyen filozófiai problémát. Ebben a listában csak azok szerepelnek, amelyekben valamilyen ősi, sarkalatos filozófiai problémát feszegetnek.
- Illumináció (Iluminacja, lengyel filmdráma, 87 perc, 1973, rendezte: Krzysztof Zanussi) – Fiatal lengyel fizikusokról szóló film, amelyben a történet főszereplője alapvető filozófiai kérdésekkel szembesül. Szent Ágoston megvilágosodás fogalmának magyarázatához Władysław Tatarkiewicz professzor, neves lengyel filozófus is megszólal.
- Szellemi barangolás (Mindwalk, 112 perc, 1990, rendezte: Bernt Amadeus Capra) Filozófikus beszélgetés három ember, egy költő, egy politikus és egy tudós között.
- Sofies verden (’Sofie világa’, norvég-svéd filmdráma, 113 perc, 1999, rendezte: Erik Gustavson) – Egy Norvégiában élő tizenéves lány (Silje Storstein) és egy középkorú filozófus (Tomas von Brömssen) története, aki megismerteti vele a filozófiai gondolkodást és a filozófia történetét.
- Az élet nyomában (Waking Life, amerikai animációs film, 2001, rendezte: Richard Linklater) – A film a valóság természetét, az álmokat, a tudatot, az élet értelmét, a szabad akaratot és a létezés mibenlétét tárja fel.
- Multik haza! (I Heart Huckabees, angol-német-amerikai vígjáték, 107 perc, 2004, rendezte: David O. Russell) – Nyomozás három véletlen egybeeséssel kapcsolatosan, ami akár az élet értelmének a kulcsa is lehet.

## A filozófiai vonatkozású sci-fi filmek
Az irodalmárok egy része vitatja, hogy a tudományos fantasztikus művek irodalmi vagy akár filozófiai értéket hordozhatnának.
Mások szerint viszont a mindenkori sci-fi slágertémák (űrutazás, szörnyek, egyéb horrorisztikus motívumok, atomháború utáni vagy más posztapokaliptikus világ, stb.) mellett rendszeresen felbukkannak komolyan vehető filozófiai problémákat boncolgató tudományos fantasztikus művek is. Ezek közül néhány kiemelkedőbb ebből a szempontból:
- Pi (Pi, amerikai filmdráma, 84 perc, 1998, rendezte: Darren Aronofsky) – Egy matematikus az ókori püthagoreusok nyomdokain haladva a természet és az egész társadalom működését is meghatározó számokat, mintázatokat kutatja.

Egy témájában is nehezen besorolható alkotás Arkagyij és Borisz Sztrugackij Piknik az árokparton című sci-fi kisregényéből:
- Sztalker (Сталкер, szovjet sci-fi, 163 perc, 1979, rendezte: Andrej Tarkovszkij)

Már Swifft Guliver-történeteiből készült filmek is különféle társadalomfilozófiai problémákat feszegetnek. Ezt követően még utópiák és antiutópiák sora született.
- 451 Fahrenheit (Fahrenheit 451, brit sci-fi, 108 perc, 1966, rendezte: François Truffaut) Ray Bradbury azonos című regényéből.
- A majmok bolygója (Planet of the Apes, 12 év, amerikai fantasztikus kalandfilm, 1968, – Franklin J. Schaffner) Pierre Boulle azonos című regényéből, amelyből több folytatás, filmes feldolgozás illetve újrafeldolgozás is született.
- Dr. Moreau szigete (The Island of Dr. Moreau, 12 év, amerikai fantasztikus film, 96 perc, 1996, rendezte: John Frankenheimer) H. G. Wells azonos című társadalomfilozófiai remekművéből.
- 1984 George Orwell azonos című regényéből.
- Az emlékek őre 2014-ben bemutatott amerikai disztópikus sci-fi Lois Lowry azonos című regényéből.
- Equilibrium – Gyilkos nyugalom (Equilibrium, amerikai sci-fi, 2002, 107 perc, rendezte: Kurt Wimmer) A 21. században, a harmadik világháború után egy mesterségesen létrehozott érzelmek nélküli világ az Atya és a Grammaton papság uralma alatt áll. Az embereket a prozium nevű szerrel tartják teljesen érzelemmentes állapotban. A játékelméletben a Nash-féle equilibrium a többszereplős játékok egyensúlyi pontja.

A létezéssel illetve a valósággal, az érzékelés megbízhatóságával kapcsolatos ősi filozófiai kérdéseket feszegeti, használja fel a
- Mátrix-trilógia.
- Nirvána (Nirvana, olasz-francia sci-fi, 113 perc, 1997, rendezte: Gabriele Salvatores)
- eXistenZ – Az élet játék (eXistenZ, kanadai–brit–francia sci-fi, 97 perc, 1999, rendezte: David Cronenberg)

Korábban, Stanisław Lem Solaris (1961) című regényéből
- Solaris (1972), Andrej Tarkovszkij rendezésében, valamint
- Solaris (2002), Steven Soderbergh változata

Az önazonosság körüli kérdések klónoknál, teleportálásnál (Star Trek), személyiség átültetésnél, emberi tudat átvitelénél a kibertérbe, ... Bár ezek az alkotások szinte kivétel nélkül magától értetődőnek tekintik az önazonosság kérdését, talán éppen ezzel keltik fel a nézők egy részének kételkedését mindezzel kapcsolatosan:
- Felvetődik Andrej Tarkovszkij 1972-es Solarisában is Harey (Natalja Bondarcsuk) személyéhez kapcsolódóan.
- A brazíliai fiúk (The Boys from Brazil, amerikai sci-fi thriller, 125 perc, 1978, rendezte: Franklin J. Schaffner) Ira Levin azonos című könyve alapján, amely szerint Dr. Josef Mengele (Gregory Peck) dél-amerikai bujkálása során Hitler klónjait szándékozik a világra szabadítani.
- Szárnyas fejvadász (Blade Runner, amerikai sci-fi, 1982, rendezte: Ridley Scott)
- A hatodik napon (The 6th Day, 12 év, amerikai sci-fi akciófilm, 2000, rendezte: Roger Spottiswoode) Adam Gibson (Arnold Schwarzenegger) a klónozásnak köszönhetöen megkétszereződve száll szembe a gonosz világ igazságtalanságaival.
- Klónok (Replicas, 12 év, amerikai film, 107 perc, 2017, rendezte: Jeffrey Nachmanoff) A klónozással foglalkozó kutató, William Foster (Keanu Reeves) elveszíti a családját.
- Önkívület (Self/less, 12 év, amerikai sci-fi, 2015, rendezte: Tarsem Singh) Damian (Ben Kingsley), egy gyógyíthatatlan beteg gazdag építész rendkívüli lehetőséget kap élete meghosszabbítására.

A robotok mesterséges intelligenciája, mesterséges tudata kapcsán:
- Én, a robot (I, Robot, amerikai sci-fi, 115 perc, 2004, rendezte: Alex Proyas) 2004-ben bemutatott amerikai tudományos-fantasztikus film Isaac Asimov azonos című novelláskötete alapján.
- A kétszáz éves ember (Bicentennial Man, amerikai sci-fi, 130 perc, 1999, rendezte: Chris Columbus) A film Isaac Asimov novella nyomán készült.
- A. I. – Mesterséges értelem (A.I. Artificial Intelligence, amerikai sci-fi, 145 perc, 2001, rendezte: Steven Spielberg)
- Ex Machina (Ex Machina, 16 év, angol-amerikai sci-fi, 2015)

Időutazás és ok-okozati láncolat
- Időgép (The Time Machine, amerikai kalandfilm, 2002, 87 perc, rendezte: Simon Wells) H. G. Wells azonos című regényéből készült film azt sugallja, hogy az események sorának van valamiféle rejtett kohéziója, ami némileg az ókori sors vagy végzet fogalmára emlékeztet, azaz hiába próbál a főhős egy eseményt elkerülni a jövő ismeretében, az más módon, de mégis bekövetkezik. A film érdekessége, hogy a rendező H. G. Wells ükunokája.
- Mennydörgő robaj (A Sound of Thunder, 12 év, brit-amerikai-német-cseh akcióthriller, 90 perc, 2005, rendezte: Peter Hyams) Ray Bradbury története alapján készült film. 2055-ben az Időszafari nevű cég gazdagoknak szervez vadásztúrákat a múltba, ahol dinoszauruszokra vadászhatnak.
- Időzsaru (Timecop,18 év, amerikai sci-fi, 94 perc, 1994, rendezte: Peter Hyams) 2004-ben játszódó sci-fi-ben Max Walker (Jean-Claude Van Damme) a Tér-idő Ellenőrzési Központ (Time Enforcement Commission, TEC) detektívje akinek a feladata az időutazásokkal elkövetett bűncselekmények felderítése.
- Időhurok (Predestination, 16 év, ausztrál sci-fi, 2015, rendezte: Peter és Michael Spierig) Robert A. Heinlein novellájából.

## Fordítás
- Ez a szócikk részben vagy egészben  a   List of films about philosophers című angol Wikipédia-szócikk ezen változatának fordításán alapul.  Az eredeti cikk szerkesztőit annak laptörténete sorolja fel. Ez a jelzés csupán a megfogalmazás eredetét és a szerzői jogokat jelzi, nem szolgál a cikkben szereplő információk forrásmegjelöléseként.